# Храпливый, Евгений Васильевич
Евге́ний Васи́льевич Храпли́вый (укр. Євген Васильович Храпливий , 22 июня 1898, Лисовцы, Королевство Галиции и Лодомерии, Австро-Венгрия — 6 мая 1949, Эрланген, Тризония) — украинский общественный деятель, агроном, профессор Украинского техническо-хозяйственного института и Украинского свободного университета, член Научного общества имени Тараса Шевченко. Министр сельского хозяйства в правительстве Украинского государственного правления.

## Биография
Евгений Храпливый родился 22 июня 1898 года в селе Лисовцы в семье школьного учителя и директора Василия Храпливого и Стефании Ганкевич. Его мать была родом из старинного шляхетского рода и один из её предков был секретарем польского короля Стефана Баторого. У него в семье было ещё три брата: старших братьев Ивана-Богдана и Романа, и младшего на шесть лет Зенона — в будущем знаменитый физик. Евгений учился в народной школе в Лисовцах, однако из-за смерти отца в 1908 году семье пришлось переехать в Тернополь к брату матери Зенону Ганкевичу, который и стал опекуном детей. В Тернополе он с 1908 по 1914 год учился в гимназии имени императора Франца Иосифа. Учёба Евгению давалась хорошо, а один из учителей привил любовь мальчика к природе. В школе он любил играть в футбол в местной команде, а также был членом молодёжной организации Пласт. Однако из-за начала Первой мировой войны и оккупации Галиции российской армией, окончить гимназию в Тернополе так и не удалось. На начало войны семья Евгения была на каникулах в селе Сколе в Карпатах. Тернополь уже был оккупирован, также как и дорога на Львов, а так как семья получала австрийскую пенсию отца, было принято решение ехать в Вену через Закарпатье. В Вене Евгений поступает на украинские курсы гимназии и 30 июня 1916 года оканчивает её экзаменом зрелости. По окончании обучения поступает в Университет природных ресурсов и наук о жизни в Вене. Однако война ещё раз внесла свои коррективы. В 1918 году его вместе со старшим братом Романом призвали в императорскую армию, позже он попадает в Галицию, где участвует в Польско-украинской войне на стороне Галицкой армии. Во время попытки переправы через реку Збруч попадает в польский плен. После освобождения он некоторое время провёл в Тернополе, а позже вернулся обратно в Вену, где продолжил обучение в университете. 23 февраля 1924 года Храпливый закончил обучение и получил диплом инженера-агронома.

## Смерть
Евгений Храпливый умер 5 мая 1949 года в Эрлангене, Тризония (в настоящее время Германия) в, где и был похоронен на центральном кладбище.